# イン (宿泊施設)

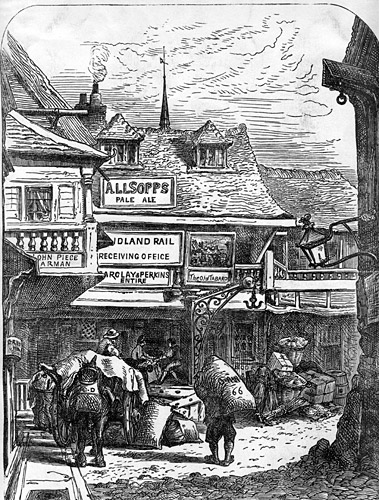
タバード・インを描いた19世紀半ばの版画。

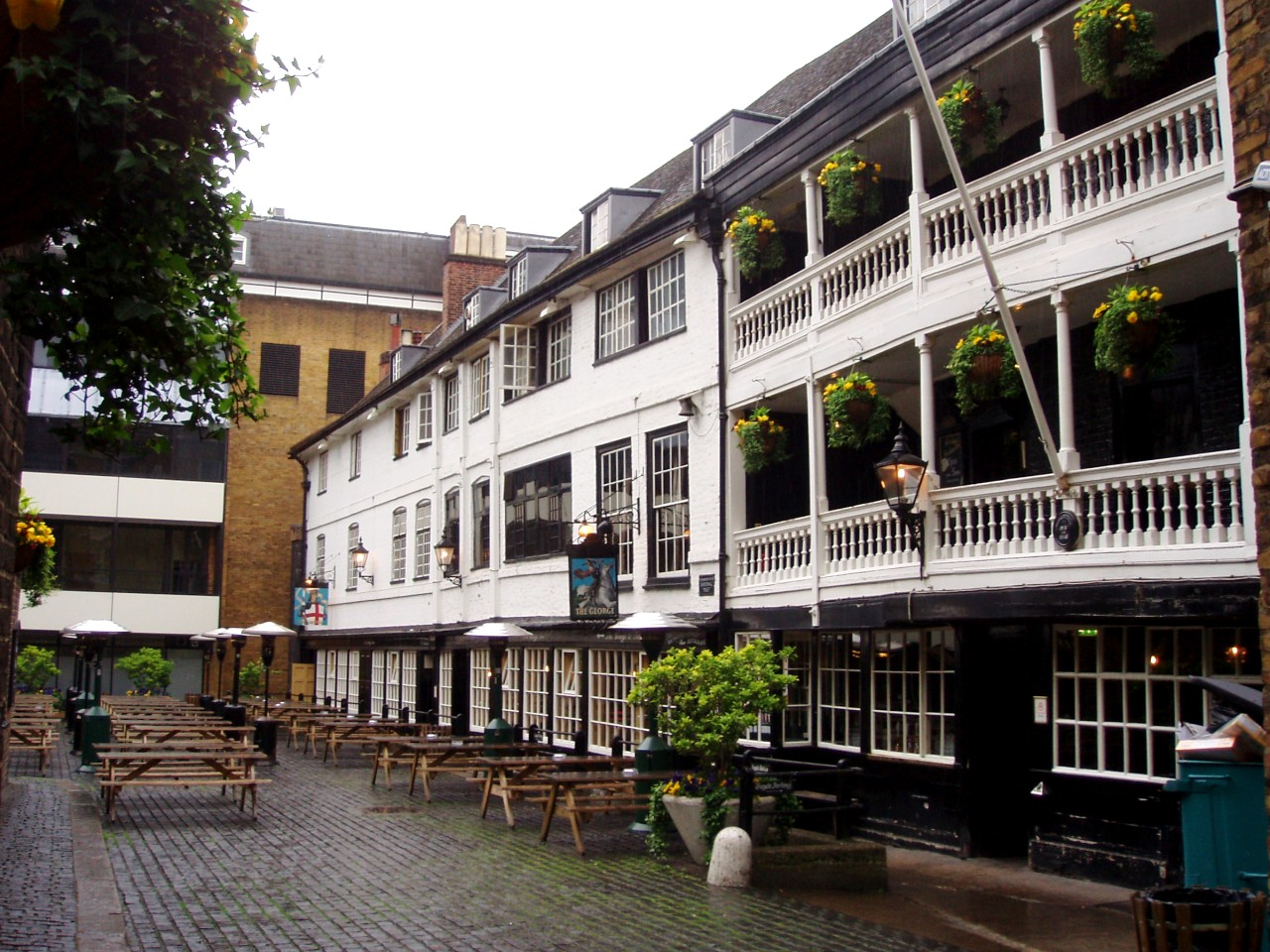
サザークのジョージ・イン。

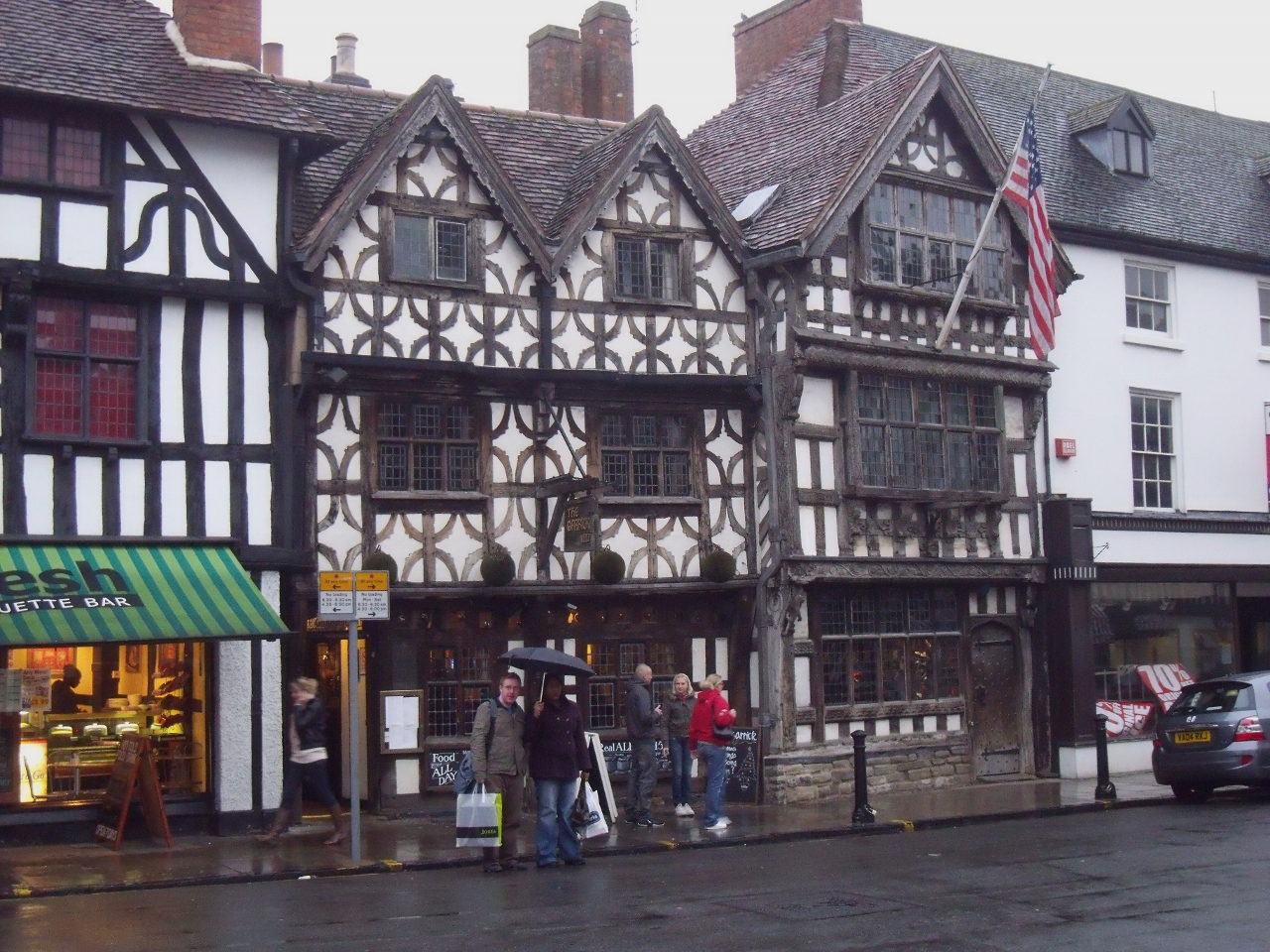
ストラトフォード＝アポン＝エイヴォンのギャリック・イン。

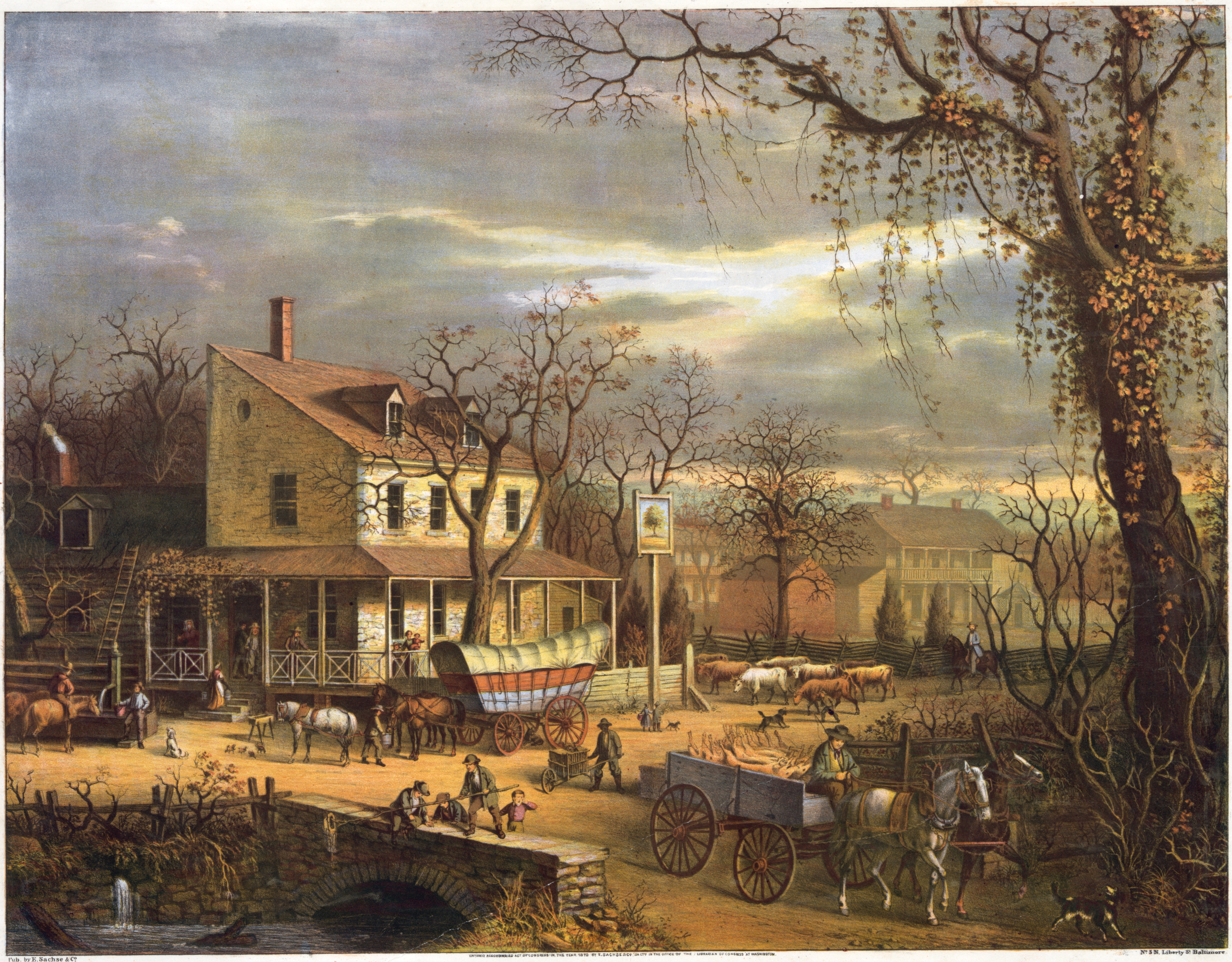
American scenery—the inn on the roadside（アメリカの風景 - 四つ辻のイン）、1872年ころ。

イン（inn）は、旅行者が宿泊や、通例であれば飲食の提供を受けることができる施設、建物を指す英語の表現。典型的には、地方の田舎や、主要な道路沿いに位置しており、近代的な交通手段が発達する前には、馬を収容する厩舎なども用意されていた。

## 歴史
「inn」は古英語の時代から英語にあった言葉であり、1200年ころには「宿泊ができるパブ (public house with lodging)」という意味が確立していた。
インは、おもに都会ではなく田舎にある宿泊施設であるが、ロンドンでも古くから存在しており、サザークにあったタバード・インは、1307年に建てられた建物を転用して長く営業し、1873年に解体されるまで、代表的なインとして知られていた。また、同じくサザークにあった、かつてのコーチング・インで今も建物が残されているジョージ・インは、大火による被災の後、1676年に再建されたものである。
地方都市では、例えば、1718年の建物が現存するストラトフォード＝アポン＝エイヴォンのギャリック・インの場所では、それ以前の1596年からインが営業していたと考えられている。
19世紀、イングランドの交通システムが成長していく中で、インは重要な役割を果たした。産業が勃興し、ビジネスを動かし続けるために旅行する人々の数は増大した。イングランドのインは、インフラストラクチャーの重要な一部分であったと考えられており、全国的な旅行の流れを円滑に維持する助けとなった。

## 用語としての使用
「イン (inn)」という用語は、歴史的には、宿泊や飲食を提供し、旅行者の馬を休ませる施設を備えた農村部のホテルを意味していた。こうしたノスタルジアに訴えるイメージを利用して、低価格から中価格帯にかけての近代的な自動車客を相手とするホテルが、同様のモーテルとの差別化を求めて、実際に提供するサービスや宿泊施設の内容とは関係なく「イン」と称することもある。そうした例としては、プレミア・イン、ホリデイ・イン、コンフォート・イン、デイズ・イン、ナイツ・インがある。
「イン」という用語は、モーテルやホテルを規制する多数の法律の中で、歴史的用法を残しており、「インキーパーズ法 (Innkeeper's Acts)」といった名称がしばしば用いられ、またホテルやモーテルの経営者（宿主）を法規の中で「インキーパー (innkeeper)」と表現することもある。こうした法律は、典型的には、客がインキーパーに託した貴重品に対する責任を定め、また、インキーパーがそうした物品に先取特権を有するか否かを定めている。中には無銭飲食を「インキーパーに対する詐取 (defrauding an innkeeper)」と表現し、「食品、宿泊、その他の提供されるものを、いかなるホテル、イン、寄宿舎、食堂においても (food, lodging, or other accommodation at any hotel, inn, boarding house, or eating house)」詐取する行為を禁じている法令もあるが、この文脈で、この言葉を使うのは、現代のレストランの大多数が、自立した施設であって、駅馬車の止まるインや、旅行者のためのロッジであったりしないことを踏まえれば、しばしば時代錯誤的である。
日本では東横インや東急インといったビジネスホテルチェーン名に用いられているのが有名である。